# Arriva la banda
Arriva la banda è un film italiano di genere commedia sentimentale del 1959, diretto da Tanio Boccia.

## Trama
Tra Anna, figlia di Alfonso, un fattore benestante, e Luigi, suonatore di tamburo in una banda musicale, che vivono in due paesi diversi – Piazza sul Piano e Casalieta – nasce l'amore. Questo sentimento viene ostacolato dal padre di lei, che vorrebbe darla in moglie a Nicolino, uno studente di giurisprudenza figlio di un possidente terriero, che ha visto la ragazza una volta sola ed è rimasto colpito dalla sua bellezza. In vista di una festa, il padre impedisce l'uscita di Anna nella piazza dove è prevista l'esibizione della banda; la ragazza allora ha l'idea di consegnare un biglietto a Rosetta, la sorella dell'oste, sua grande amica, trovando la mediazione di Marcellino, un garzone; lei riesce a consegnare il biglietto nelle mani di Luigi ma la cosa non sfugge a Giulia, una ragazza del paese invidiosa e pettegola, fidanzata con Ernesto, che si accorge della macchinazione e avverte suo padre del fatto. Approfittando di un'assenza di Alfonso, i due innamorati riescono a vedersi; ma nel frattempo Rosetta, una volta saputo quello che Giulia ha combinato, avvisa la sua zia Lina e la stessa Anna, per darle una lezione. Quando il concerto della banda finisce, prima dei fuochi d'artificio Luigi ha l'idea di suonare una serenata ad Anna, accompagnato dal suo amico Antonio, ma quella canzone, che doveva essere indirizzata solo a lei, scatena una serie di malintesi ed equivoci; Giustino, il sarto, crede che sia indirizzata a sua moglie Laura, mentre le tre figlie nubili di una ricca vedova credono sia rivolta a ciascuna di loro. Dopo diverse ripicche, litigi e anche risse, tutto sarà sbrogliato da Oreste, la guardia municipale del paese, aiutato da Lina che riesce a strappare ad Alfonso il consenso alle nozze; Anna e Luigi potranno così coronare il loro sogno d'amore.

## Produzione
Il film venne girato negli studi dell'Istituto Luce. La banda musicale che compare nella pellicola è la "Giuseppe Verdi" di Roma, diretta da Vincenzo Pagano.

## Distribuzione
Il film ottenne il visto di censura n. 28.498 il 17 gennaio 1959 ed ebbe la prima proiezione pubblica il 6 febbraio dello stesso anno.